# Euthydemos II
Euthydemos II là con trai của Demetrios I của Bactria, và trở thành vua của Bactria khoảng năm 180 TCN, hoặc là sau cái chết của cha mình hoặc là đồng trị vì với ông. Phong cách và chất liệu niken trong tiền xu của ông hơi giống với vua Agathocles cùng thời điểm đó nhưng mối quan hệ giữa họ là chưa rõ. Euthydemos trong bức hình trên tiền xu là một cậu bé và có lẽ đã qua đời khi còn rất trẻ.